# Акуйик
Акуйик — некрополь (XVII — XX веков), памятник архитектуры искусства Арало-Каспийского региона. В плане вытянутая с востока на запад трапециевидная площадка. Название Акуйик (казах. ақ — белый) связано с природным обнажением массива известняка в западной части некрополя. Среди 20 объектов особое архитектурно-этнографическое значение имеют 4 крупных каменных саганатама и 3 купольных мавзолея, расположенных в восточной части некрополя. Саганатамы выполнены к форме правильных четырёхугольных оград. Среди трех купольных сооружений выделяется мавзолей Тажи в юго-восточной части Акуйик (размеры 6,24×4,20 м, высота 8,6 м) — насыщенностью декоративной орнаментировки.